# دوناتاس تاروليس
دوناتاس تاروليس (بالليتوانية: Donatas Tarolis)‏ مواليد 30 مارس 1994 في ليتوانيا، هو لاعب كرة سلة ليتواني. بدأ مسيرته الاحترافية في سنة 2011. يحمل الرقم 3. يبلغ طوله 6 قدم 7.5 بوصة (2.0 م).

## المسيرة الاحترافية
لعب مع زالغيريس لكرة السلة في موسم 2014–2015، ثم لعب مع تريسكيرشن ليونز في موسم 2015–2016، ثم لعب مع نادي ليتكابليس لكرة السلة في سنة 2016.

## روابط خارجية
- دوناتاس تاروليس على موقع الاتحاد الدولي لكرة السلة (الإنجليزية)
- دوناتاس تاروليس على موقع الدوري الأوروبي لكرة السلة (الإنجليزية)
- دوناتاس تاروليس على موقع كرة السلة الأوروبية.كوم (الإنجليزية)
- دوناتاس تاروليس على موقع ريلجم (الإنجليزية)
- دوناتاس تاروليس على موقع بروبوليرز (الإنجليزية)
- دوناتاس تاروليس على موقع سبورتس رفرنس (الإنجليزية)